# Plebiscyt Przeglądu Sportowego 2024
Plebiscyt Przeglądu Sportowego 2024 – 90. edycja Plebiscytu na 10 Najlepszych Sportowców Polski, zorganizowana przez „Przegląd Sportowy” oraz Telewizję Polsat.

## Wyniki
| Miejsce | Imię i nazwisko                                                                        | Dyscyplina sportu   | Liczba punktów |
| ------- | -------------------------------------------------------------------------------------- | ------------------- | -------------- |
| 1.      | Aleksandra Mirosław                                                                    | Wspinaczka sportowa | 282 581        |
| 2.      | Natalia Bukowiecka                                                                     | Lekkoatletyka       | 213 571        |
| 3.      | Wilfredo Leon                                                                          | Siatkówka           | 200 834        |
| 4.      | Iga Świątek                                                                            | Tenis               | 190 549        |
| 5.      | Bartosz Zmarzlik                                                                       | Sport żużlowy       | 179 228        |
| 6.      | Daria Pikulik                                                                          | Kolarstwo           | 178 638        |
| 7.      | Julia Szeremeta                                                                        | Boks                | 171 414        |
| 8.      | Robert Lewandowski                                                                     | Piłka nożna         | 166 187        |
| 9.      | Klaudia Zwolińska                                                                      | Kajakarstwo górskie | 155 897        |
| 10.     | Ksawery Masiuk                                                                         | Pływanie            | 146 147        |
| 11.     | Damian Żurek                                                                           | Łyżwiarstwo szybkie | 144 091        |
| 12.     | Aleksandra Jarecka, Alicja Klasik, Renata Knapik-Miazga, Martyna Swatowska-Wenglarczyk | Szermierka          | 95 393         |
| 13.     | Katarzyna Wasick                                                                       | Pływanie            | 85 262         |
| 14.     | Jakub Kochanowski                                                                      | Siatkówka           | 59 330         |
| 15.     | Łukasz Kuczyński, Michał Niewiński, Félix Pigeon, Diané Sellier                        | Short track         | 57 622         |
| 16.     | Ewa Pajor                                                                              | Piłka nożna         | 47 356         |
| 17.     | Aleksandra Kałucka                                                                     | Wspinaczka sportowa | 46 747         |
| 18.     | Angelika Szymańska                                                                     | Judo                | 42 896         |
| 19.     | Ewa Swoboda                                                                            | Lekkoatletyka       | 42 536         |
| 20.     | Joanna Wołosz                                                                          | Siatkówka           | 41 011         |
| 21.     | Katarzyna Niewiadoma                                                                   | Kolarstwo           | 37 278         |
| 22.     | Jeremy Sochan                                                                          | Koszykówka          | 36 372         |
| 23.     | Jan Zieliński                                                                          | Tenis               | 35 438         |
| 24.     | Fabian Barański, Mateusz Biskup, Dominik Czaja, Mirosław Ziętarski                     | Wioślarstwo         | 35 075         |
| 25.     | Wojciech Nowicki                                                                       | Lekkoatletyka       | 33 629         |

## Nominowani
Nominowanych zostało 25 sportowców:
1. Fabian Barański, Mateusz Biskup, Dominik Czaja, Mirosław Ziętarski
2. Natalia Bukowiecka
3. Aleksandra Jarecka, Alicja Klasik, Renata Knapik-Miazga, Martyna Swatowska-Wenglarczyk
4. Aleksandra Kałucka
5. Jakub Kochanowski
6. Łukasz Kuczyński, Michał Niewiński, Félix Pigeon, Diané Sellier
7. Wilfredo Leon
8. Robert Lewandowski
9. Ksawery Masiuk
10. Aleksandra Mirosław
11. Katarzyna Niewiadoma
12. Wojciech Nowicki
13. Ewa Pajor
14. Daria Pikulik
15. Jeremy Sochan
16. Ewa Swoboda
17. Julia Szeremeta
18. Angelika Szymańska
19. Iga Świątek
20. Katarzyna Wasick
21. Joanna Wołosz
22. Jan Zieliński
23. Bartosz Zmarzlik
24. Klaudia Zwolińska
25. Damian Żurek

## Zwycięzcy kategorii dodatkowych
- Superchampion: Wojciech Fortuna
- Drużyna Roku: Reprezentacja Polski w piłce siatkowej mężczyzn
- Trener Roku: Mateusz Mirosław (trener Aleksandry Mirosław)
- Najlepszy Sportowiec Niepełnosprawny: Reprezentacja Polski w amp futbolu, Reprezentacja Polski w amp futbolu kobiet, Wisła Kraków Amp Futbol
- Impreza Roku: Memoriał Kamili Skolimowskiej
- Inspiracja Polskiego Sportu: Polska reprezentacja paralimpijska
- Największy mecenas sportu i kultury: Totalizator Sportowy